# François Mercurio
François Mercurio (Chiffalo, 19 de janeiro de 1930 — Martigues, 27 de dezembro de 2010) foi um futebolista francês que competiu nos Jogos Olímpicos de Verão de 1948.